# Les Pâques rouges
Les Pâques rouges est un film muet français réalisé par Louis Feuillade et sorti en 1914.

## Fiche technique
- Réalisateur : Louis Feuillade
- Décors : Robert-Jules Garnier
- Société de production : Société des Établissements L. Gaumont
- Format : Muet - Noir et blanc - 1,33:1 - 35 mm
- Métrage : 840 m
- Genre : Film dramatique
- Durée : inconnue
- Date de sortie : 
  - France : mars 1914

## Distribution
- Renée Carl : Signora Rosario
- Georges Melchior : Lorenzo
- Laurent Morléas
- Juliette Malherbe
- Marie-Louise Iribe : Gemma
- Jeanne Marie-Laurent
- Paul Manson
- René Navarre : Condottiere
- Edmond Bréon : Rosario
- le petit William : Le petit Rosario